# Бритиш Американ Рейсинг
Бритиш Американ Рейсинг (БАР) (на английски: British American Racing) е отбор от Формула 1, състезавал се между 1999 и 2005 г.

## История
Като конструктори навлизат във Формула 1 през 1999 година, след решение на компанията Бритиш Американ Табако да направи собствен тим за състезанията от Световния шампионат.
БАТ са спонсорирали тимове и преди да навлязат самостоятелно във Формула 1, но през 1997 година се свързват с мениджъра Крейг Полок, за да създадат свой тим.
Така се стига до купуването на тима от Формула 1 – Тирел, за 30 млн. паунда.
През 1998 година официалното име на тима остава Тирел, но през 1999 г. вече носи името БАР.
Първоначално компанията решава двата болида да са с различни цветови схеми – единият да е син и жълт с логото на цигарите 555, а другият да е с цветовете на Лъки Страйк. Впоследствие ФИА не разрешава болидите да са в различни цветови схеми и затова отборът избира болида да е наполовина с цветовете на 555 и наполовина с цветовете на Лъки Страйк, като по средата е изографисан жълт цип. Тази уникална схема съществува само през 1999 година - от 2000 година до края на съществуването на екипа, колите на отбора са с цветовете на Лъки Страйк.
Отборът е изграден първоначално около световния шампион за 1997 година Жак Вилньов, чийто мениждър е иммено Полок. Въпреки привличането на Хонда като доставчик на двигателите за сезон 2000, отборът финишира на 5-о – 6-о място при конструкторите.

### 2002
През 2002 година Полок е заменен с шефа на Продрайв (компанията, която ръководи програмата на Субару, спонсориран от БАТ, в Световния рали шампионат) Дейвид Ричардс.

### 2003
След пререкания с Ричардс, Вилньов напуска отбора преди края на сезон 2003. Пилоти са британецът Дженсън Бътън и японецът Такума Сато. Тест пилот е Антъни Дейвидсън.

### 2004
2004 г. се оказва най-успешната в историята на отбора, като Дженсън Бътън финишира трети при пилотите, а отборът се класира на второ място при конструкторите. Цветовете на Лъки Страйк продължават да са по болидите, като сделката приключва след края на сезона, когато рекламите на цигари във Формула 1 са забранени.

### 2005
През 2005 година Хонда придобива пълен контрол на отбора.
Шеф на тима от сезон 2005 е Ник Фрай, който идва на мястото на Дейвид Ричардс. Технически директор е Джеф Уилис.
През сезон 2005 болидът на БАР 007 е с двигател V10 на Хонда, гумите са доставени от френската фирма Мишлен.

## Статистика
- Дебют – Голямата награда на Австралия, 1999 г.
- Победи – 0
- Втори места – 4
- Трети места – 9
- НБО – 0
- Обиколки като лидер – 72
- Най-високо класиране при конструкторите: 2004 г. – 2-ро място

## Пилоти
- Жак Вилньов – 82 старта, 1999 – 2003
- Рикардо Зонта – 30 старта, 1999 – 2000
- Мика Сало – 3 старта, 1999
- Оливие Панис – 34 старта, 2001 – 2002
- Дженсън Бътън – 34 старта, 2003 – 2004
- Такума Сато – 19 старта, 2003 – 2004